# 神州学人
《神州学人》（China Scholars Abroad），是一本中国杂志，创刊于1987年5月，是中国大陆唯一一份主要面向海外留学人员的综合性刊物。

## 简介
中华人民共和国教育部主管，中国教育报刊社主办、出版。现为月刊，每月4日出版，国内外公开发行。创刊时邓小平亲自题写刊名，创刊宗旨是“了解祖国的窗口、感情联络的纽带、表达情思的园地、提供服务的媒体”。
1993年《神州学人》由创刊时期的双月刊改版为月刊。2000年，《神州学人》杂志改为全彩印刷。

## 网站
神州学人网创办于1995年1月，是中国大陆第一家网络新闻媒体。初期为电子周刊，1998年改版为每日发布，现为全天候多媒体形式的综合性网站。

## 外部連結
- 官網 （页面存档备份，存于）（简体中文）